# NGC 4203
NGC 4203 is een elliptisch sterrenstelsel in het sterrenbeeld Hoofdhaar. Het hemelobject werd op 20 maart 1787 ontdekt door de Duits-Britse astronoom William Herschel.

## Synoniemen
- UGC 7256
- MCG 6-27-40
- ZWG 187.29
- IRAS12125+3328
- PGC 39158